# Munio Gonzalez
Munio Gonzalez. (Burgos, 990 - 1047) foi um nobre do Condado de Castela com origem na Casa de Lara. Foi neto do Garcia Fernandes, conde de Castela "o das Mãos Brancas" e de Ava de Ribagorza, senhora de Ribagorza e pelo casamento condessa de Castela entre o ano de 970 e de 995.

## Relações familiares
Foi filho de Gonçalo Garcia de Castela, que surge documentado entre os anos de 972 e 1011. Casou com Trigridia de Ansurez[carece de fontes?]  filha de Ansur Munoz de Pancorbo[carece de fontes?] e de Gontrada,[carece de fontes?] de quem teve:
1. Gonçalo Monhóz[carece de fontes?], conde das Astúrias casado com Eylo Munhós,[carece de fontes?] por casamento condessa das Astúrias.